# Perizoma bidentata
Perizoma bidentata là một loài bướm đêm trong họ Geometridae.